# 1760 Sandra
1760 Sandra је астероид главног астероидног појаса са пречником од приближно 35,89 km.
Афел астероида је на удаљености од 3,547 астрономских јединица (АЈ) од Сунца, а перихел на 2,744 АЈ.
Ексцентрицитет орбите износи 0,127, инклинација (нагиб) орбите у односу на раван еклиптике 8,433 степени, а орбитални период износи 2038,281 дана (5,580 година).
Апсолутна магнитуда астероида је 11,50 а геометријски албедо 0,034.
Астероид је откривен 10. априла 1950. године.